# Campos de Lages (tiểu vùng)
Campos de Lages là một tiểu vùng thuộc bang Santa Catarina, Brasil. Tiều vùng này có diện tích 15726 km², dân số năm 2007 là 283005 người.